# Нара (вездеход)
«На́ра» — лёгкий плавающий вездеход на базе мотоколяски СМЗ С-3Д. Выпускался с 1990 по 1999 г. «Ассоциацией Арктиктранс» совместно с Серпуховским автомобильным заводом.

## Особенности конструкции
Высокая проходимость заднеприводной машины обеспечивется за счет того, что нагрузка на заднюю ось значительно больше, чем на переднюю.
Для снижения массы вездехода были применены колёса необычной конструкции: вместо цельного обода — два кольца, соединённых между собой стальными трубками, вогнутыми вовнутрь колеса. Спицы сделаны из тех же стальных трубок. Вместо шин использовались обычные камеры от грузовиков и от шасси вертолётов, раздутые до 130 сантиметров в диаметре. Благодаря своей эластичности и низкому давлению они как бы расплющиваются по поверхности, образуя огромное пятно контакта. Давление на почву при этом получается в несколько раз ниже, чем у стопы человека. Благодаря лёгкому весу и большому водоизмещению колёс снегоболотоход «Нара» может плавать, при этом, даже не касаясь днищем воды. На плаву вездеход приводится в движение вращением колёс, на которые устанавливались специальные гребные лопатки.
Однако стоит заметить, что «Нара» не является классическим вездеходом-амфибией, так как способность плавать объясняется большим водоизмещением колес, а не герметичным водоизмещающим кузовом.